# 2001 en Suisse
Chronologie de la Suisse
- 1997
- 1998
- 1999
- 2000
- 2001
- 2002
- 2003
- 2004
- 2005

1999 par pays en Europe - 2000 par pays en Europe - 2001 par pays en Europe - 2002 par pays en Europe - 2003 par pays en Europe
1999 en Europe - 2000 en Europe - 2001 en Europe - 2002 en Europe - 2003 en Europe 

## Gouvernement au 1erjanvier 2001
- Conseil fédéral[1]:
  - Moritz Leuenberger, (PS/ZH), président de la Confédération
  - Kaspar Villiger, (PRD/LU), vice-président de la Confédération
  - Pascal Couchepin, (PRD/VS)
  - Joseph Deiss, (PDC/FR)
  - Samuel Schmid, (UDC/BE)
  - Ruth Dreifuss, (PS/GE)
  - Ruth Metzler-Arnold, (PDC/AI)

## Événements

### Janvier
Dimanche 14 janvier 
- Décès de l’écrivain Maurice Métral.

### Février
Dimanche 18 février 
- Décès à Rossinière du peintre Balthus.

 Mercredi 28 février 
- L’ancien conseiller fédéral Adolf Ogi est nommé conseiller spécial pour le sport au service du développement et de la paix par le secrétaire général de l'ONU Kofi Annan.

### Mars
Dimanche 4 mars 
- Votations fédérales. Le peuple rejette, par 1 982 549 non (76,8 %) contre 597 217 oui (23,2 %), l'initiative populaire « Oui à l'Europe ! ».
- Votations fédérales. Le peuple rejette, par 1 774 129 non (69,1 %) contre 791 589 oui (30,9 %), l'initiative populaire « pour des médicaments à moindre prix ».
- Votations fédérales. Le peuple rejette, par 2 063 314 non (79,7 %) contre 525 609 oui (20,3 %), l'initiative populaire « pour plus de sécurité à l'intérieur des localités grâce à une vitesse maximale de 30 km/h assortie d'exceptions ».
- Élections cantonales en Valais. Trois candidats sont élus lors du 1er tour de scrutin. Il s’agit de Jean-René Fournier (PDC), Wilhelm Schnyder (PDC) et Jean-Jacques Rey-Bellet (PDC).
- Élections cantonales à Soleure. Christian Wanner (PRD) et Walter Straumann (PDC) sont élus au Gouvernement cantonal lors du 1er tour.

 Mercredi 7 mars 
- Moritz Suter démissionne avec effet immédiat de son poste de responsable des activités aériennes du SAirGroup

 Jeudi 15 mars 
- Inauguration du Parc Saint-Jacques, à Bâle.

 Dimanche 18 mars 
- Élections cantonales en Valais. Thomas Burgener (PSS) et Claude Roch (PRD) sont élus lors du second tour pour compléter le Gouvernement cantonal.

 Jeudi 29 mars 
- Visite officielle du secrétaire général de l'ONU Kofi Annan.

 Samedi 31 mars 
- Décès à Belle-Île-en-Mer, (Bretagne), à l’âge de 67 ans, de l’acteur Jean-Marc Bory.

### Avril
Samedi 7 avril 
- Pour la cinquième fois de son histoire, le Zurich Lions devient champion de Suisse de hockey-sur-glace.

 Dimanche 22 avril 
- Élections cantonales à Soleure. Thomas Wallner (PDC), Ruth Gisi (PRD) et Rolf Ritschard (PSS) sont élus au Gouvernement lors du second tour.

 Vendredi 27 avril 
- Inauguration à Neuchâtel de la gare rénovée et du nouveau funiculaire Funambule.
- Élections cantonales à Neuchâtel. Pierre Hirschy (Parti libéral suisse|PLS), Thierry Béguin (PRD), Sylvie Perrinjaquet (PLS), sont élus lors du premier tour. Bernard Soguel (PSS)  et Monika Dusong (PSS)  sont élus tacitement après le retrait des autres candidats.

### Mai
Mercredi 9 mai 
- Quelque 14 000 personnes participent à Berne à une manifestation du personnel soignant du canton de Berne revendiquant des salaires plus élevés et de meilleures conditions de travail.

 Mercredi 16 mai 
- Huit spéléologues bâlois sont bloqués durant deux jours dans une grotte à Goumois, dans le département du Doubs.

 Samedi 26 mai 
- Les Grasshoppers s’adjugent, pour la vingt-sixième fois de leur histoire, le titre de champion de Suisse de football.

### Juin
Dimanche 10 juin 
- Votations fédérales. Le peuple approuve, par 1 002 271 oui (51,0 %) contre 963 336 non (49,0 %), la modification de la Loi fédérale sur l'armée et l'administration militaire concernant l’armement.
- Votations fédérales. Le peuple approuve, par 1 001 300 oui (51,1 %) contre 956 496 non (48,9 %), la modification de la Loi fédérale sur l'armée et l'administration militaire concernant la coopération en matière d’instruction.
- Votations fédérales. Le peuple approuve, par 1 194 556 oui (64,2 %) contre 666 108 non (35,8 %), l’abrogation de la disposition constitutionnelle soumettant l'érection des évêchés à l'approbation de la Confédération.

 Jeudi 21 juin 
- Science : Le PRD organise la première journée numérique d'un parti politique au cours de laquelle fut votée une résolution sur « la société des chances ».
- Visite officielle du président tchèque Václav Havel.
- L’Américain Lance Armstrong remporte le Tour de Suisse cycliste

### Juillet
Samedi 7 juillet 
- La Lesbian and Gay Pride est organisée en Valais[2].

 Mercredi 11 juillet 
- Le groupe Globus annonce que les succursales de la chaîne ABM vont être transformées en magasins de vêtements de groupe italien Oviesse.

 Mercredi 18 juillet 
- Le groupe de presse français Hersant acquiert, via sa société France-Antilles, le quotidien La Côte, édité à Nyon.

### Septembre
Vendredi 7 septembre 
- Inauguration à Bâle du Parc Saint-Jacques, premier stade de Suisse à disposer de sa propre gare.

 Vendredi 21 septembre 
- Création de la compagnie ferroviaire Thurbo AG, qui assure le trafic régional dans le canton de Thurgovie et relie ce dernier à Schaffhouse, Saint-Gall et Zurich.

 Jeudi 27 septembre 
- Au Parlement de Zoug, un forcené abat froidement 14 personnes et en blesse 14 autres avant de se suicider, lors de ce qui est appelé communément la Fusillade de Zoug.

### Octobre
Lundi 1er octobre 
- Swissair Group demande un Sursis concordataire partiel demandé et cède le transport aérien à la compagnie Crossair. 2 560 suppressions d’emplois sont envisagées.

 Mardi 2 octobre 
- Tous les avions de Swissair restent cloués au sol, la compagnie n’obtenant plus de kérosène pour ravitailler ses appareils. 40 000 passagers sont bloqués dans les aéroports.

 Mercredi 24 octobre 
- Dans le tunnel du Gothard, la collision de deux camions provoque un grave incendie : 11 morts et 35 disparus.

### Novembre
Jeudi 8 novembre 
- Décès de Jean-François Acker, fondateur de Couleur 3

 Dimanche 11 novembre 
- Élections cantonales à Genève. Les sept élus au Gouvernement sont Micheline Calmy-Rey (PSS), Carlo Lamprecht (PDC), Robert Cramer (Les Verts), Pierre-François Unger (PDC), Laurent Moutinot (PSS), Martine Brunschwig Graf  (PLS) et Micheline Spoerri (PLS).
- Élections cantonales à Fribourg. Pascal Corminboeuf (indépendant) est le seul élu au Gouvernement lors du 1er tour. Urs Schwaller (PDC), Michel Pittet (PDC), Isabelle Chassot (PDC), Ruth Lüthi (PSS), Claude Grandjean (PSS) et Claude Lässer (PRD) seront élus tacitement à la suite du retrait des autres candidats.

 Vendredi 23 novembre 
- Coop devient partenaire des éditions Betty Bossi en reprenant 50 % du capital. L'autre moitié des actions reste entre les mains du groupe de presse Ringier.

 Samedi 24 novembre 
- Le Jumbolino du vol Crossair 3597 Berlin-Zurich s'écrase dans une colline à quatre kilomètres de l'Aéroport de Zurich, près de la ville de Bassersdorf (ZH). Il y a neuf survivants.

### Décembre
Dimanche 2 décembre 
- Votations fédérales. Le peuple approuve, par 1 472 259 oui (84,7 %) contre 265 090 non (15,3 %), l’arrêté fédéral concernant un frein à l'endettement.
- Votations fédérales. Le peuple rejette, par 1 342 001 non (77,1 %) contre 397 747 oui (22,9 %), l'initiative populaire « pour garantir l'AVS - taxer l'énergie et non le travail! »
- Votations fédérales. Le peuple rejette, par 1 372 420 non (78,1 %) contre 384 905 oui (21,9 %), l'initiative populaire « pour une politique de sécurité crédible et une Suisse sans armée ».
- Votations fédérales. Le peuple rejette, par 1 339 221 non (76,8 %) contre 404 870 oui (23,2 %), l'initiative populaire « La solidarité crée la sécurité : pour un service civil volontaire pour la paix ».
- Votations fédérales. Le peuple rejette, par 1 149 182 non (65,9 %) contre 594 927 oui (34,1 %), l'Initiative populaire « pour un impôt sur les gains en capital ».

 Mercredi 19 décembre 
- Dissolution de la Commission Indépendante d'Experts par le Conseil fédéral.

 Jeudi 27 décembre 
- L'éditeur Ringier annonce la reprise de Jean Frey SA avec l'ensemble de ses titres.